# Weihnachtsgeschenk

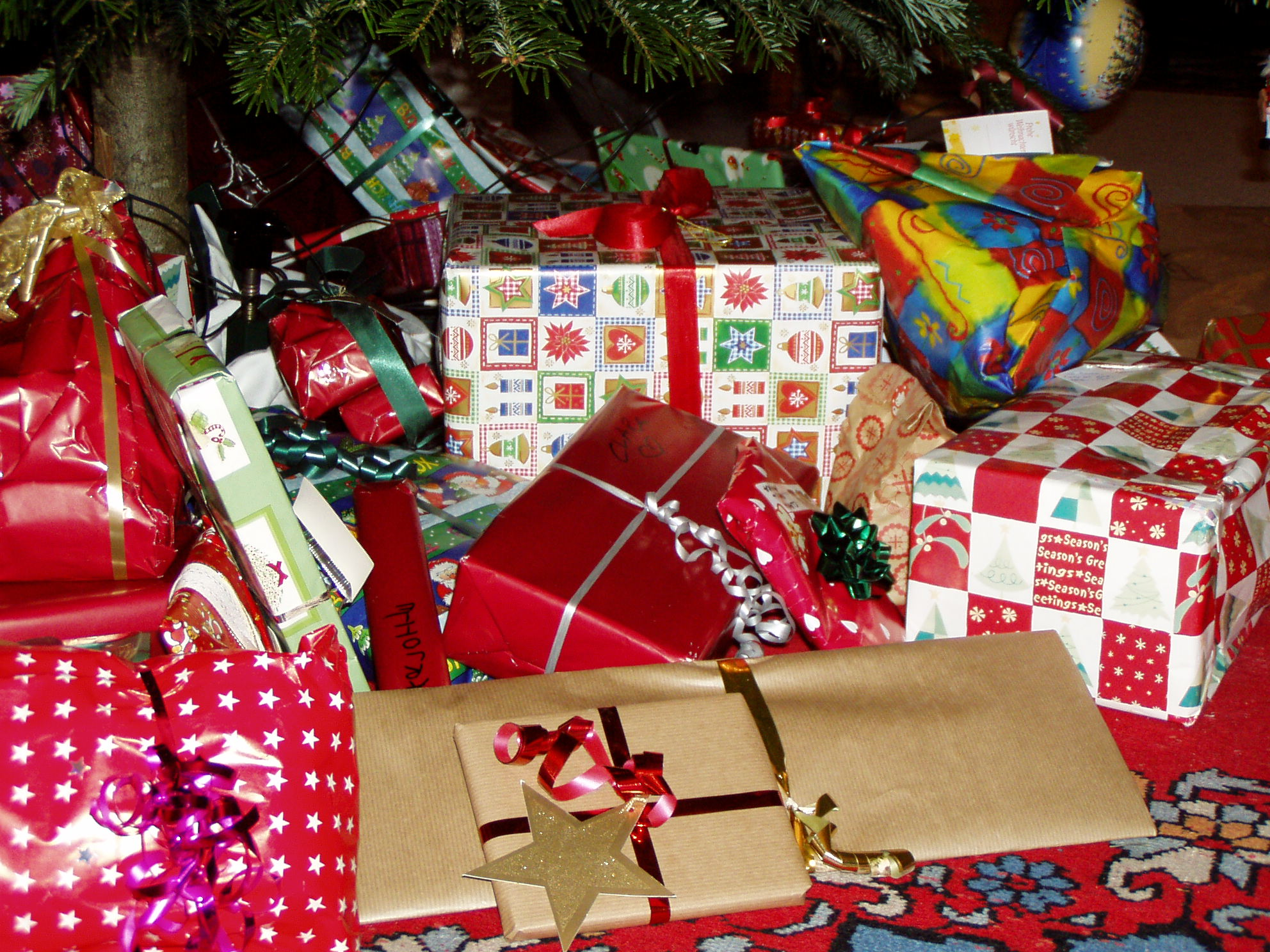
Festlich verpackte Weihnachtsgeschenke

Weihnachtsgeschenke (auch: Weihnachtsgaben, österr. Christkindl, süddt., österr. Christkind, Christgeschenk oder landschaftl. Weihnachten) sind Geschenke, die traditionell anlässlich des Weihnachtsfestes im Freundes- und Familienkreis verteilt werden. 

## Geschichte und Traditionen
Die Tradition, sich an Weihnachten zu beschenken, lässt sich bis ins 13. Jahrhundert zurückverfolgen. Heute haben sich für die Übergabe der Weihnachtsgeschenke in verschiedenen Ländern und Regionen unterschiedliche Bräuche herausgebildet.

### Bescherungstermin und -verlauf
Die Übergabe der Weihnachtsgeschenke bezeichnet man als Bescherung. In Deutschland und Österreich werden die Geschenke an Heiligabend unter den Weihnachtsbaum gelegt und noch am selben Abend geöffnet. In Frankreich legt man an Heiligabend Schuhe unter den Weihnachtsbaum, zu denen über Nacht die Geschenke hinzugelegt werden, die dann nach der Mitternachtsmesse am 24./25. Dezember ausgepackt werden. In englischsprachigen Ländern verwendet man stattdessen Socken und legt sie an den Kamin. In Spanien werden die Weihnachtsgeschenke traditionell erst am 6. Januar verteilt, in Erinnerung an die Heiligen Drei Könige, der katholischen Version der Weisen aus dem Morgenland, die laut der Bibel (Mt 2,11 ) dem gerade geborenen Jesus von Nazareth Gold, Weihrauch und Myrrhe brachten.

### Fiktiver Geschenkebringer
Den Kindern erzählt man, die Geschenke würden von einer fiktiven Person gebracht. In Süddeutschland, Westdeutschland, Österreich, der Schweiz, Südtirol, Tschechien, der Slowakei, Ungarn und Lateinamerika ist dies das Christkind. Der Weihnachtsmann tritt in englischsprachigen und romanischen Ländern als „Santa Claus“ oder „Father Christmas“ (Nordamerika und England), als „Père Noël“ (Frankreich) oder als „Babbo Natale“ (Italien) in Erscheinung. Daneben haben sich regional noch Sondertraditionen gehalten, so etwa im Baskenland der „Olentzero“ und in Russland Ded Moros (russisch Дед Мороз, zu deutsch: „Väterchen Frost“).

## Umsätze mit Weihnachtsgeschenken
Einer Umfrage zufolge planen Verbraucher in Deutschland ein Budget von jährlich rund 241 Euro für Weihnachtsgeschenke ein. In den USA werden jährlich zirka 66 Milliarden US-Dollar für Weihnachtsgeschenke ausgegeben. Die Nachfrage nach Weihnachtsgeschenken führt dazu, dass im Einzelhandel die Monate November und Dezember – das Weihnachtsgeschäft – die umsatzstärksten sind.
Weihnachten 2007 waren in Deutschland nach Angaben des HDE Spielwaren, Parfüm, Accessoires und Lederwaren sowie Unterhaltungselektronik wie MP3-Player, Digitalkameras und Spielekonsolen die am stärksten gehandelten Waren. Ein Fünftel der Weihnachtsgeschenke entfallen auf Gutscheine und Bargeld. Nach anderen Angaben gehören auch Bücher zu den beliebtesten Geschenken.
Empirische Untersuchungen in den USA und in Deutschland kommen übereinstimmend zu dem Ergebnis, dass Beschenkte weniger für ein Weihnachtsgeschenk bezahlt hätten, als der Schenker bezahlen musste, aber mehr als den Marktpreis verlangen würden, wollte man es ihnen abkaufen.